# كوني تشونغ
كوني تشونغ (بالإنجليزية: Connie Chung)‏ (مواليد 20 أغسطس 1946) هي صحفية عملت مع الكثير من المحطات الأمريكية الناجحة متل أي بي سي وسي إن إن.

## روابط خارجية
- كوني تشونغ على موقع IMDb (الإنجليزية)
- كوني تشونغ على موقع ميوزك برينز (الإنجليزية)
- كوني تشونغ على موقع إن إن دي بي (الإنجليزية)
- كوني تشونغ على موقع قاعدة بيانات الفيلم (الإنجليزية)